# Potez 452
«Потэ» 452 (фр. Potez 452) — французский двухместный корабельный катапультный разведчик со складывающимся крылом, созданный в начале 1930-х годов, авиастроительной компанией Potez.

## История создания
В 1930 г. французский флот выдал заказ на проектирование двухместного корабельного катапультного разведчика со складывающимся крылом. В числе пяти фирм, представивших свои проекты для участия в конкурсе, была и «Потэ». Её самолет, обозначавшийся Потэ 450, был разработан под руководством М. Деларюэля.
Испытания Потэ 450 начались в апреле 1932 г. По их результатам в конструкцию внесли ряд изменений, отказавшись от нижнего крыла (теперь самолет стал монопланом-парасолью) и установив более мощный мотор. Машина, получившая обозначение Потэ 452, была принята на вооружение.
С декабря 1935 г. до начала 1937 г. на заводе CAMS в Шартрвилле (вместе с «Потэ», а также Romano и Lioré et Olivier, вошедшими в государственное объединение SNCASE) построили 16 серийных Потэ 452.

## Эксплуатация
Потэ 452 поступил на корабли французского флота в 1936 г. Машины этого типа получили линкор «Лоррэн» и несколько крейсеров. С мая 1936 г. вместе с изменением стрелкового вооружения (пулемёты «Льюис» заменили на «Дарн») была усилена хвостовая часть фюзеляжа. Самолёты более раннего выпуска возвращались на завод для доработки. Разведчики Потэ 452 стояли на лёгких крейсерах и корветах, оперировавших в колониях. Катапульт эти корабли не имели, поэтому летающие лодки спускались на воду и поднимались с нее краном.
В 1937 году один  Potez 452 был поставлен для испытаний ВВС Императорского флота Японии, где именовался Potez HXP1.
Часть самолетов естественным образом была потеряна в результате аварий (№12 1 марта 1937 г., №10 1 марта 1938 г., №2 1 мая 1938 г.), но по состоянию на сентябрь 1939 года в наличии ещё имелось 11 самолётов (№10 1 марта 1938 г.). с 3 по 7 и 9, 11, 13, 14, 15 и 16), в том числе 4 в Индокитае.
В боях в мае — июне 1940 г. эти самолеты не участвовали, но как разведчики из состава сформированной в ноябре 1940 года Секции гидросамолётов флота (SHM) применялись в конфликте с Таиландом в январе 1941 г., способствуя разгрому таиландского флота: в ей числились (№ 7/SHM-8, № 14/SHM-7 и № 16./SHM-6) с крейсера «Ламотт-Пике» и колониальных авизо «Адмирал Шаме» и «Дюмон д’Юрвиль», соответственно.
В ноябре 1942 г. самолеты №№ 3 и 4, находившиеся в марокканском Порт-Лиотэ, были уничтожены налётом американской авиации; во время затопления флота в Тулоне единственный Потэ 452 с «Д'Ибервиля» потопили вместе с кораблём.
Выпуск лодок Потэ 452 прекратили весной 1937 г. В Индокитае они летали до сентября 1944 г.

## Конструкция
Самолет Потэ 452 представлял собой двухместную одномоторную катапультную летающую лодку смешанной конструкции, выполненную по схеме парасоль. Каждая из консолей крыла имела щелевой предкрылок с фиксированным каналом для перетекания воздушного потока. Наличие предкрылка обеспечивало самолету устойчивость на малых скоростях полёта, а также повышало эффективность работы элеронов. Лодка спроектирована по двухреданной схеме с большой килеватостью. Для удобства доступа в кабину левые борта обеих кабин откидывались, а на корпусе лодки, по левому борту, имелась удлинённая подножка.
Приборное оборудование, размещённое в кабине пилота, позволяло выполнять полеты в простых и сложных метеоусловиях. На части машин в кабине наблюдателя устанавливались радиостанция TSF и небольшой рабочий столик, под которым крепился планшет с полётными картами.

## Модификации

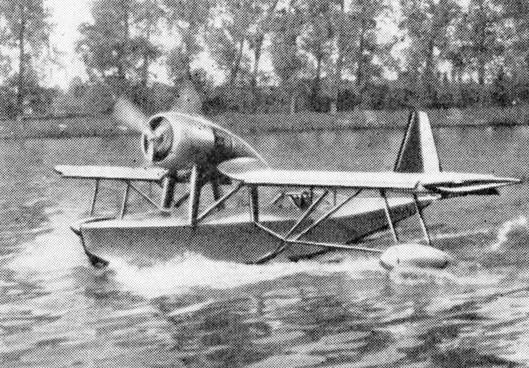
Фотография Potez 453 из журнала L'Aerophile за июль 1936 года

Potez 450
Прототип, двигатель Salmson 9Ab (230 л.с./170 кВт), построен 1.
Potez 452
Серийный вариант, двигатель Hispano-Suiza 9Qd (350 л.с./260 кВт), построено 48 (?).
Potez 453
Поплавковый истребитель на базе 452-й модели, двигатель Hispano-Suiza 14Hbs (720 л.с./540 кВт). Построен 1 прототип, первый полёт 24.09.1935. Участвовал в конкурсе вместе с Bernard H.52, Loire 210 и Romano R-90, победителем стал Loire 210.

## Тактико-технические характеристики

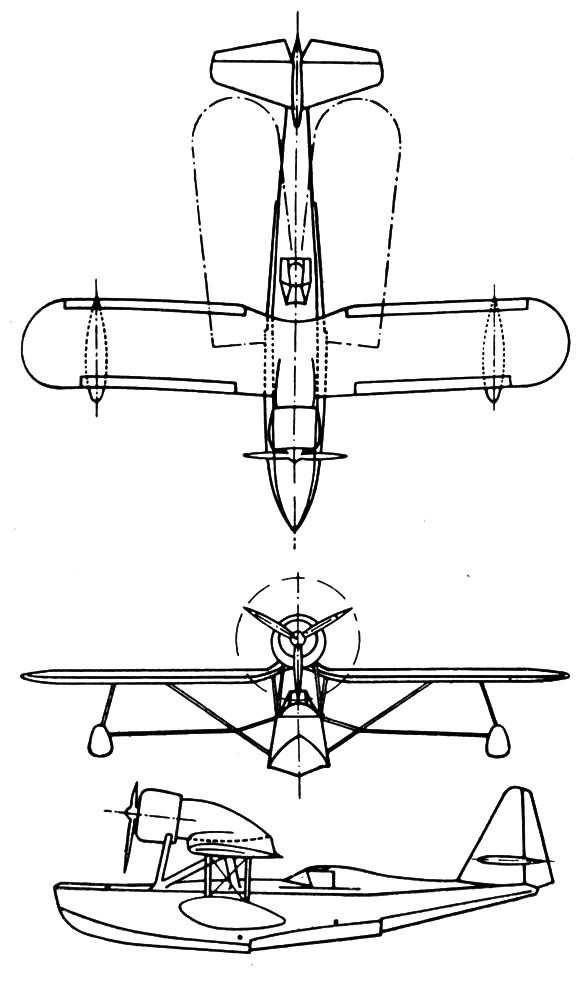
Схема Potez 453 из того же журнала

Источник данных: Андрей Харук. Все гидросамолеты Второй Мировой. Иллюстрированная цветная энциклопедия. Москва: «Эксмо», 2013. — 328 с.

Технические характеристики
- Экипаж: 2 человека
- Длина: 10,23 м
- Размах крыла: 13,0 м
- Высота: 3,4 м
- Площадь крыла: 24,3 м²
- Масса пустого: 1 102 кг
- Нормальная взлётная масса: 1 620 кг
- Максимальная взлётная масса: 1 750 кг
- Силовая установка: 1 × воздушный Испано-Сюиза HS 9Qd
- Мощность двигателей: 1 × 350

Лётные характеристики
- Максимальная скорость: 218 км/ч
- Крейсерская скорость: 131 км/ч
- Практическая дальность: 680 км
- Практический потолок: 5 500 м

Вооружение
- Стрелково-пушечное: 1 × 7,5-мм пулемёт "Дарн"
- Боевая нагрузка: не предусмотрена

## Эксплуатанты
Франция
- Авиация ВМС Франции: линкор «Лоррэн» (№2), крейсер 2-го класса «Ламотт-Пике», лёгкие крейсера типа «Ла Галиссоньер» — "La Galissonniere" и "Jean de Vienne" и колониальные авизо «Amiral Chamer» (PG-81), «Bougainville» (PG-76), «D’Entrecasteaux» (PG-79), «D’Iberville» (PG-82), «Dumont d’Urville» (PG-77) и «La Grandière» (A-60).

 Япония
- ВВС Императорского флота Японии: 1 Potez 452 в 1937 году был поставлен для испытаний (Potez HXP1).